# تيد ويلان
تيد ويلان (بالإنجليزية: Ted Whelan)‏ هو لاعب كرة قدم أسترالية أسترالي، ولد في 6 ديسمبر 1929، وتوفي في 22 يونيو 2015.

## وصلات خارجية
- تيد ويلان على موقع AustralianFootball.com (الإنجليزية)